# Epilobium anagallidifolium
Espèce
Epilobium anagallidifolium, l'épilobe à feuilles de mouron, est une espèce de plantes à fleurs de la famille des Onagraceae. C'est une plante herbacée à distribution circumpolaire ou alpine.
En France, l'espèce est protégée en Franche-Comté.